# Воронов, Виктор Фёдорович
Виктор Фёдорович Воронов (1914—1944) — майор Рабоче-крестьянской Красной Армии, участник Великой Отечественной войны, Герой Советского Союза (1943).

## Биография
Виктор Воронов родился в 1914 году в Петрограде в рабочей семье. Отец, Фёдор Ефимович — уроженец дер. Поляниново, мать, Татьяна Александровна (урождённая Морозова), происходила из петербургского села Михаила Архангела. После окончания техникума работал техником-конструктором.
В 1936 году Воронов был призван на службу в Рабоче-крестьянскую Красную Армию. В 1940 году он окончил Чкаловское военное авиационное училище. С августа 1941 года — на фронтах Великой Отечественной войны.
Участвовал в боях на Украине, Сталинградской битве, боях под Ростовом, битве за Кавказ, освобождении Крыма. К июлю 1943 года майор Виктор Воронов был штурманом 190-го штурмового авиаполка 214-й штурмовой авиадивизии 4-й воздушной армии Северо-Кавказского фронта. К тому времени он совершил 81 боевой вылет, нанеся противнику большие потери в боевой технике и живой силе, уничтожив 16 на земле и 6 в воздухе самолётов, а также два аэростата.
Указом Президиума Верховного Совета СССР от 24 августа 1943 года за «образцовое выполнение боевых заданий командования на фронте борьбы с немецкими захватчиками и проявленные при этом мужество и героизм» майор Виктор Воронов был удостоен высокого звания Героя Советского Союза с вручением ордена Ленина и медали «Золотая Звезда» за номером 1010.
12 июля 1944 года при штурмовке колонн противника на дороге Себеж ― Зилупе в районе деревни Новины Воронов направил свой горящий штурмовик «Ил-2» на немецкую зенитную батарею, погибнув при этом. Вместе с командиром погиб его воздушный стрелок Леонид Александрович Урдюков. Обоих похоронили на центральной площади в городе Зилупе.

## Награды
Был награждён двумя орденами Ленина, орденами Красного Знамени и Отечественной войны 1-й степени, а также рядом медалей.

## Память
- в 1970е годы школьники 327-й школы Невского района Ленинграда собрали материалы о В. Воронове (которые в октябре 1978 года были переданы в музей 328-й школы Ленинграда)[4].